# Миллерит
Миллери́т (англ. Millerite), жёлтый никелевый колчедан или волосистый колчедан — минерал с химической формулой NiS (64,7 % Ni, 35,3 % S), назван в честь кристаллографа Уильяма Миллера. Хороший проводник электричества, входит в состав никелевых руд. В России изредка встречается в лиственитах Берёзовского золоторудного месторождения, а также содержится в серпентинитах на Урале и Кавказе; может быть найден в Канаде и США. Сопутствующие минералы: анкерит, доломит, кальцит, пирротин, флюорит.